# Vol Korean Air 631
Le 23 octobre 2022, un Airbus A330 assurant le vol Korean Air 631, un vol international régulier entre l'aéroport international d'Incheon, en Corée du Sud, et l'aéroport international de Mactan-Cebu, aux Philippines, est sorti de la piste lors de l'atterrissage, en raison des mauvaises conditions météorologiques sur l'aéroport et d'une panne des systèmes hydrauliques de l'avion. Malgré les dommages considérables subis par l'appareil, les 173 passagers et membres d'équipage ont tous survécu. 
Il s'agit du premier accident grave subi par un appareil de Korean Air depuis celui du vol Korean Air Cargo 8509 en décembre 1999,,.

## Avion et équipage
L'appareil impliqué est un Airbus A330-322 âgé de 24 ans et immatriculé HL7525 (numéro de série 219). Il a effectué son premier vol le 12 mai 1998 et a été livré neuf à Korean Air le 26 juin 1998. Cette avion de ligne long-courrier était propulsé par deux moteurs Pratt & Whitney PW4168.
Le commandant de bord est âgé de 52 ans et totalise 13 043 heures de vol, dont 9 285 heures sur A330. Le copilote a 37 ans et cumule 1 603 heures de vol à son actif, dont 1 035 heures sur A330.

## Accident
Le vol 631 a décollé de Séoul à 19 h 20 et devait atterrir à Cebu à 22 h. Vers 22 h 12, le vol 631 était en approche finale sur la piste 22 de l'aéroport international de Mactan-Cebu lorsqu'il a exécuté une remise de gaz à cause du mauvais temps. Une deuxième tentative d'atterrissage à 22 h 26 a également échoué et s'est soldée par une seconde remise de gaz. Par la suite, l'avion s'est placé en circuit d'attente au nord-est de l'aéroport pendant environ 30 minutes avant d'effectuer une troisième approche. Lors de la troisième tentative, l'avion s'est posé avec succès à 23 h 8, mais n'a pas pu s'arrêter sur la piste.

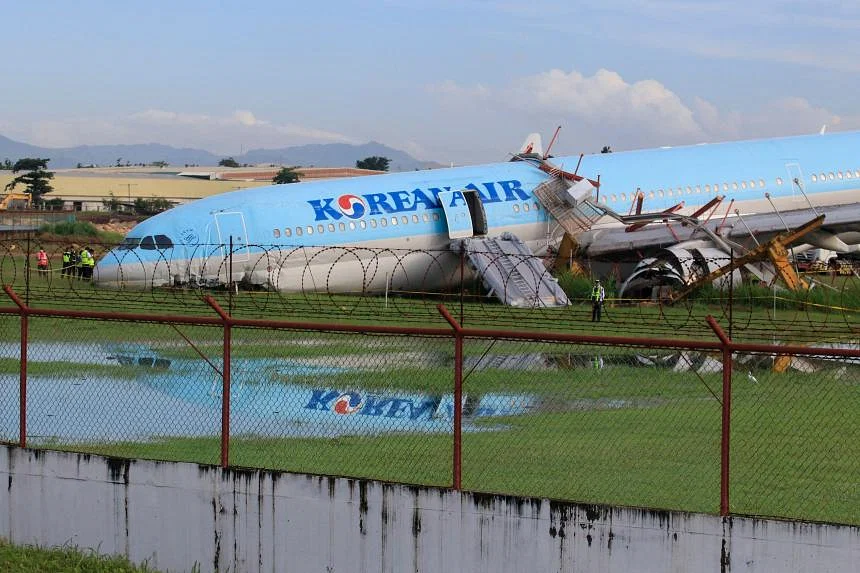
L'épave de l'avion accidenté, après la sortie de piste.

L'avion a continué au-delà de l'extrémité de la piste, heurtant une des antennes de l'ILS avant de s'arrêter environ 300 mètres au-delà du seuil de piste.
Les rapports météorologiques ont indiqué que la vitesse du vent était de 9 nœuds (17 km/h), venant du sud-ouest à 220 degrés. Lorsque l'avion a atterri sur la piste 22, il y avait un vent de face de 9 nœuds. La visibilité était de 8 km au moment de l'accident, avec des orages et de la pluie dans la région ; aucun éclair n'a été signalé sur la zone. D'autres avions ont décidé de se dérouter en raison des conditions météorologiques avant les tentatives d'atterrissage du vol 631, mais il n'y a aucune information sur le laps de temps écoulé entre le déroutement de ces avions et l'accident.

## Enquête
L'accident a fait l'objet d'une enquête par l'Autorité de l'aviation civile des Philippines (en) (CAAP), avec l'aide de 40 officiers de l'Office coréen de l'aviation civile (en) (KOCA) qui sont arrivés après l'accident,. 
Le 24 octobre 2022, les autorités philippines ainsi que le ministère coréen du Territoire, des Infrastructures et des Transports ont publié un rapport préliminaire concluant qu'un dysfonctionnement du système hydraulique aurait causé la défaillance des freins de l'avion. Le 25 octobre 2022, il a été rapporté que le commandant de bord avait témoigné qu'ils s'était posé brutalement lors de leur deuxième approche en raison d'un cisaillement du vent, les forçant à remettre les gaz. 
Lors de la remise de gaz suivante, un voyant d'avertissement relatif aux freins s'allume. L'équipage a donc déclaré une situation d'urgence. Lors de la troisième tentative d'atterrissage, un voyant d'avertissement concernant la pression des freins s'est allumé et les pilotes n'ont pas pu ralentir leur appareil. 

### Rapport final
Le 15 mars 2025, la CAAP a publié le rapport final sur cet accident, qui énumère trois causes principales, qui se sont toute produites lors de la deuxième approche qui a entraîné une nouvelle remise des gaz avant le troisième et dernier atterrissage : 
- Le contrôle du tangage par le pilote a entraîné un contact de l'avion avec le sol avant le seuil de piste.
- L'augmentation du facteur de vent vertical pendant la descente de l'avion.
- Le fait que le train d'atterrissage principal droit a heurté une marche de 15 cm faisant partie du bord cimenté de la piste 22, entraînant des dommages multiples au train d'atterrissage et la perte ultérieure de la plupart des moyens permettant la décélération de l'avion.

Les facteurs contributifs comprennent notamment la perte des aérofreins et des inverseurs de poussée, la défaillance du système de freinage automatique de l'avion et des déficiences dans la procédure d'exploitation et d'alerte relative de l'équipage d'Airbus concernant une panne hydraulique à basse altitude sur l'A330.

## Conséquences

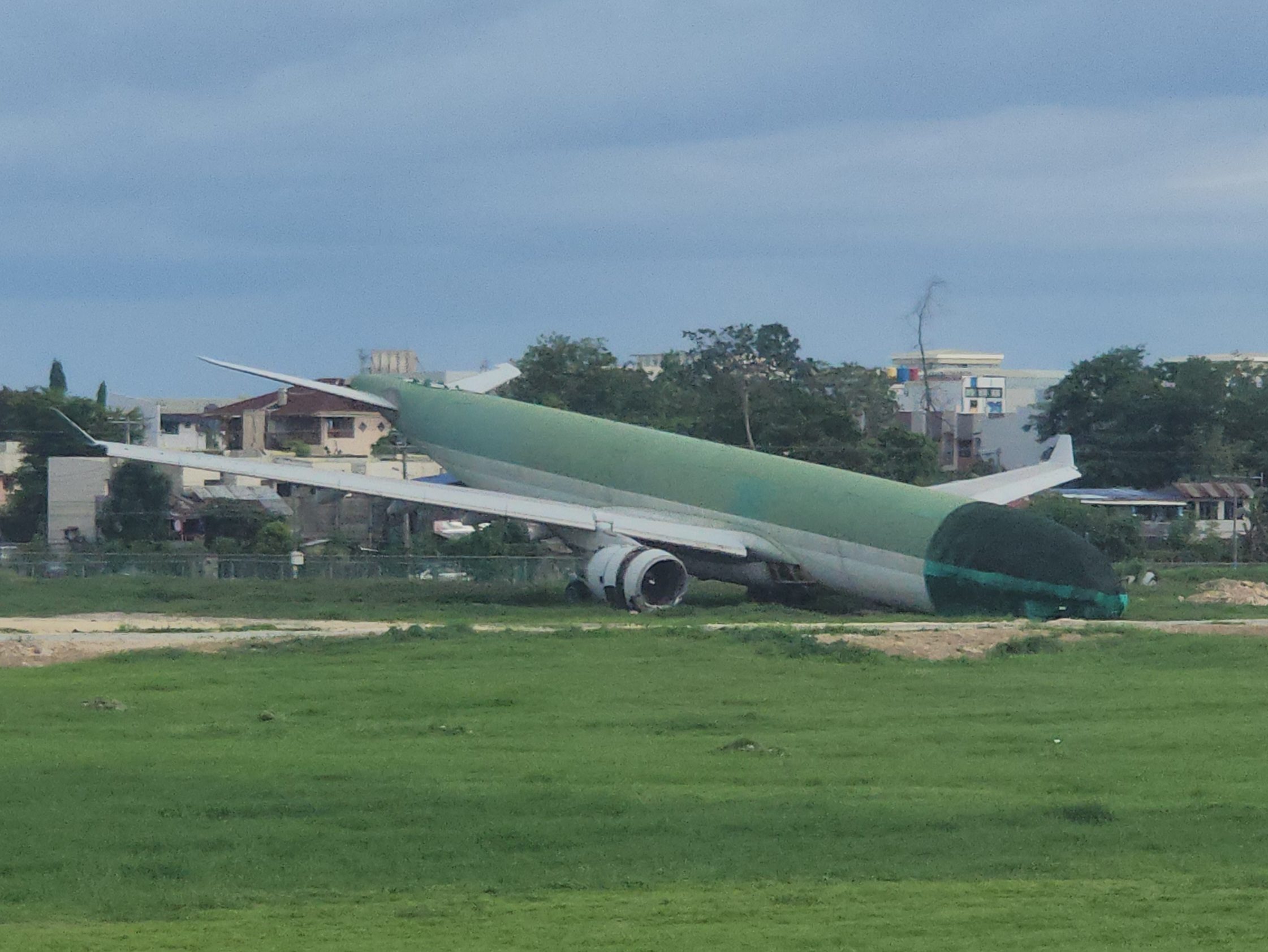
L'épave de l'avion accidenté, après sa mise au rebut.

À la suite de l'accident, l'ensemble des vols à destination de Cebu ont été contraints de retourner vers leur aéroport d'origine, de se dérouter vers l'aéroport international Francisco Bangoy de Davao ou vers l'aéroport international Ninoy-Aquino de Manille. Plus d'une centaine de vols ont également été annulés.
Après un autre incident où un moteur d'un autre A330 de Korean Air a subi un dysfonctionnement après le décollage, la compagnie aérienne a annoncé qu'elle immobiliserait au sol l'ensemble de sa flotte d'Airbus A330, dans l'attente d'un audit de sécurité.
Depuis le 31 octobre 2022, Korean Air a modifié le numéro du vol Séoul–Cebu de KE631 à KE615. Le vol retour vers Séoul, KE632, a également été modifié à KE616.